# Kampenhout
Kampenhout là một đô thị ở tỉnh Vlaams-Brabant. Đô thị này bao gồm các thị xã Berg, Buken, Kampenhout và Nederokkerzeel. Tại thời điểm ngày 1 tháng 1 năm 2006,  Kampenhout có tổng dân số 10.956 người. Tổng diện tích là 33,49 km² với mật độ dân số là 327 người trên mỗi km².
Cư dân địa phương nổi tiếng có cu rơ Raymond Impanis, ca sĩ Will Tura, vận động viên Kim Gevaert và Stef Maginelle